# Jens Juel
Jens Juel (12 de maio de 1745 - 27 de dezembro de 1802) foi um pintor dinamarquês, conhecido principalmente por seus muitos retratos, dos quais a maior coleção está em exibição no Palácio de Frederiksborg. 

## Juventude e carreira
Nasceu na casa de seu tio Johan Jørgensen, que era um professor da escola em Ejby, na ilha de Fiónia. Jens Juel era filho ilegítimo de Vilhelmine Elisabeth Juel (janeiro de 1725 - março de 1799), que serviu em Wedellsborg, e um cavalheiro, provavelmente um Wedell ou Lord Jens Juel. Quando Juel completou um ano de idade, sua mãe se casou com Jørgen Jørgensen (1724 - 4 de junho de 1796), que era um professor em Gamborg, não muito longe de Balslev, e ele cresceu em Gamborg.
Ele mostrou um interesse pela pintura desde cedo, e seus pais o mandaram para ser um aprendiz do pintor Johann Michael Gehrman em Hamburgo, onde ele trabalhou duro durante cinco ou seis anos e melhorou tanto que adquiriu uma reputação como um pintor de retratos, paisagens, etc. Durante o período de seus estudos, ele pôde subsistir de pinturas de paisagens, retratos e pinturas de gênero.  Com pouco mais de vinte anos de idade, ele se mudou para Copenhague para frequentar a Academia Real Dinamarquesa de Arte.Em 1767 foi premiado com a medalha de ouro pequena e em 1771 com a medalha de ouro grande, os dois por temas bíblicos.

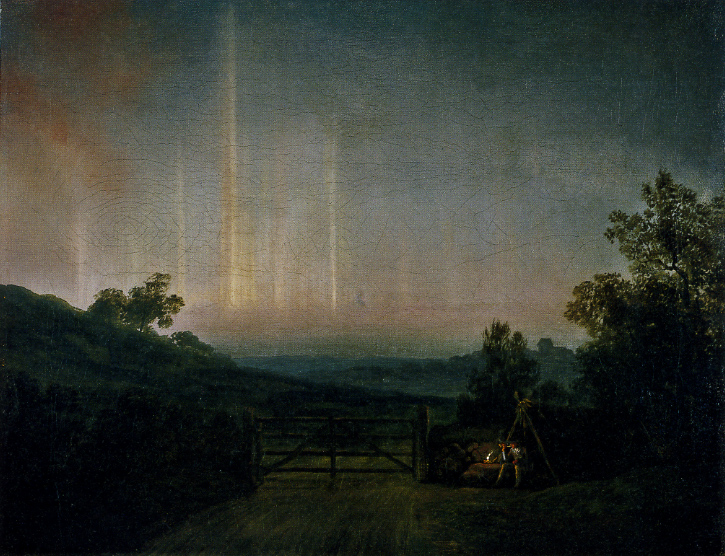
Versuch die Aurora Borealis zu malen - tentativa de pintar a Aurora Boreal, 1790.

Em 1772 Jens Juel deixou Copenhague, mudando-se para Roma, onde permaneceu por quatro anos juntamente com outros artistas dinamarqueses, incluindo Nicolau Abraão Abildgaard. De Roma, ele se mudou para Paris, na época um centro de pintura de retratos. Em 1777 se mudou para Genebra, onde permaneceu por dois anos na casa de seu amigo Charles Bonnet, na companhia de outros artistas dinamarqueses, incluindo o pintor de água-forte Johan Frederik Clemens.  Em Genebra, Juel logo ganhou uma reputação como um artista excelente, e pintou muitos retratos. Através de Bonnet, que se tornou um membro honorário da Academia dinamarquesa, sua reputação chegou à Dinamarca. Após uma breve estadia em Hamburgo, onde ele conheceu e pintou um retrato do célebre poeta Friedrich Gottlieb Klopstock, autor de O Messias, Juel retornou para Copenhague em 1780. Nesta cidade, ele pintou retratos para a casa real, a nobreza e os ricos, bem como paisagens e pinturas de gênero e foi designado como o pintor da corte.
Em 4 de abril de 1782, Jens Juel foi eleito por unanimidade um membro da Academia dinamarquesa por Mandelberg, Weidenhaupt e Abildgaard.. Ele se tornou o diretor da Academia em 1795 e continuou no cargo até sua morte.
Jens Juel representa algo próximo ao ponto alto da pintura do retrato dinamarquês do Século XVIII. Está enterrado no Cemitério Assistens em Copenhague.